# 福浦 (横浜市)

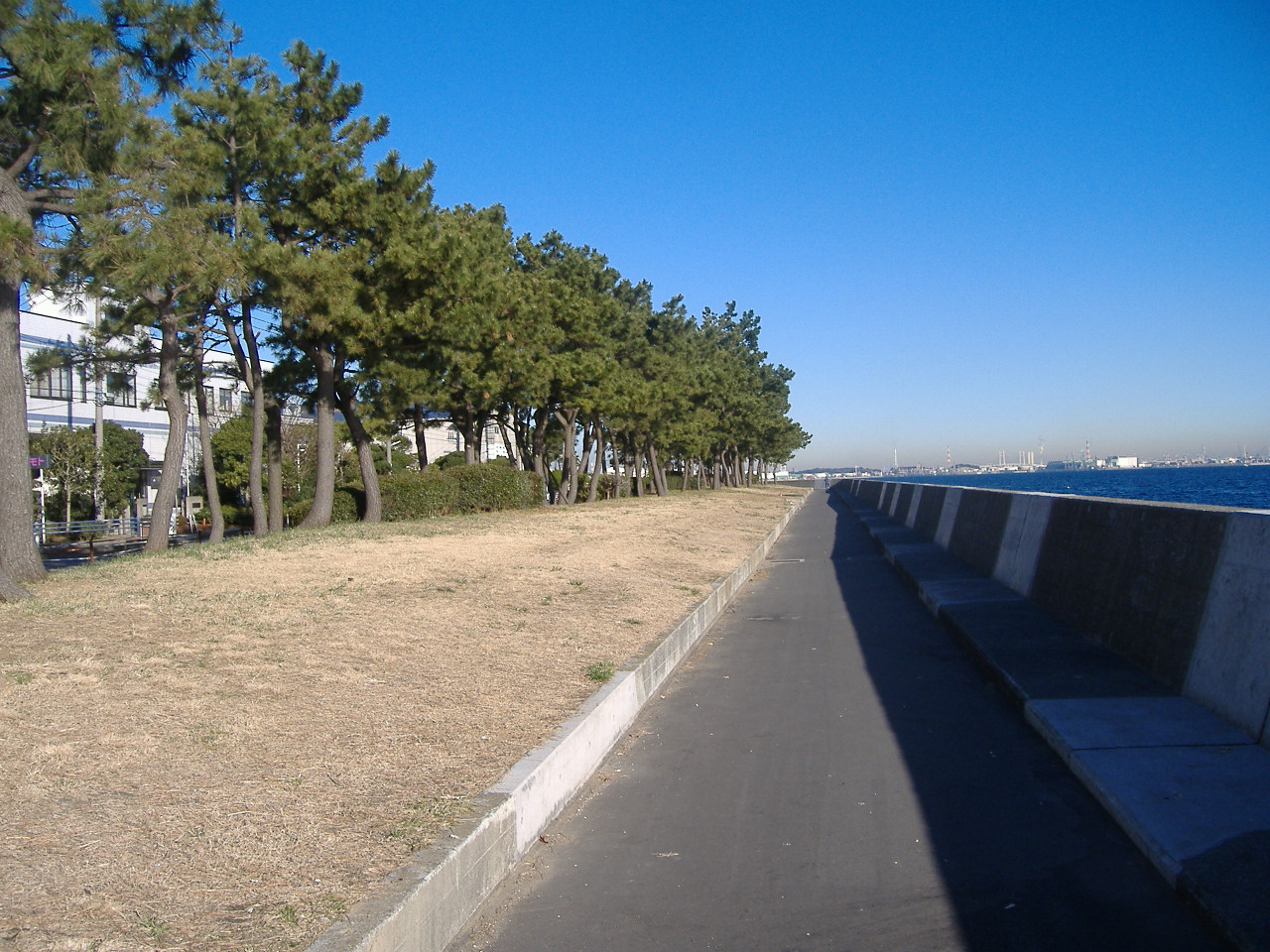
水際線緑地

福浦（ふくうら）は、神奈川県横浜市金沢区の町名。現行行政地名は福浦一丁目から福浦三丁目。住居表示未実施区域
。

## 地理
金沢地先埋立地の南部に位置し、東・南は東京湾に面する。北は幸浦、西は並木および柴町に接する。北側の一丁目から南側の三丁目までが置かれる。主に工場や公共施設が立地し、一丁目・三丁目は人口0人、二丁目はわずかである。2024年11月1日現在、住居表示は実施されていない。

### 一・二丁目
ほぼ全域が工業団地であり、化学、電機、金属加工などの中小の工場が立地している。一丁目にはホテルなどが入居する横浜金沢ハイテクセンター、二丁目には中央水産研究所がある。海岸沿いには緑地帯と遊歩道が整備されている。

### 三丁目
日本発条本社と東洋電機製造が比較的規模の大きな工場を置いているほか、横浜市立大学医学部とその附属病院などがある。西武グループの杉田ゴルフ場と南横浜自動車学校は、横浜市磯子区杉田での首都高速湾岸線用地確保のため移転してきたものである。南東の角には横浜市消防局が管理する横浜ヘリポートがある。

### 面積
面積は以下の通りである。
| 丁目       | 面積（km²） |
| ---------- | ----------- |
| 福浦一丁目 | 0.615       |
| 福浦二丁目 | 0.703       |
| 福浦三丁目 | 0.657       |
| 計         | 1.975       |

## 歴史

### 沿革
- 1971年 - 金沢地先埋立事業着手
- 1980年12月1日 - 埋立地を編入し、福浦一丁目〜三丁目を新設する[6][8]。
- 1987年 - 横浜市立大学福浦キャンパス開設
- 1989年7月5日 - 金沢シーサイドライン開通
- 1991年7月1日 - 横浜市立大学附属病院開院

## 学区
市立小・中学校に通う場合、学区は以下の通りとなる（2024年11月時点）。
| 丁目       | 番地 | 小学校                 | 中学校             |
| ---------- | ---- | ---------------------- | ------------------ |
| 福浦一丁目 | 全域 | 横浜市立並木第四小学校 | 横浜市立並木中学校 |
| 福浦二丁目 | 全域 | 横浜市立並木第四小学校 | 横浜市立並木中学校 |
| 福浦三丁目 | 全域 | 横浜市立並木第四小学校 | 横浜市立並木中学校 |

## 事業所
2021年（令和3年）現在の経済センサス調査による事業所数と従業員数は以下の通りである。
| 丁目       | 事業所数  | 従業員数 |
| ---------- | --------- | -------- |
| 福浦一丁目 | 180事業所 | 5,050人  |
| 福浦二丁目 | 246事業所 | 6,998人  |
| 福浦三丁目 | 50事業所  | 5,951人  |
| 計         | 476事業所 | 17,999人 |

### 事業者数の変遷
経済センサスによる事業所数の推移。
| 年                 | 事業者数 |
| ------------------ | -------- |
| 2016年（平成28年） | 445      |
| 2021年（令和3年）  | 476      |

### 従業員数の変遷
経済センサスによる従業員数の推移。
| 年                 | 従業員数 |
| ------------------ | -------- |
| 2016年（平成28年） | 17,454   |
| 2021年（令和3年）  | 17,999   |

## 交通
金沢シーサイドラインが町内を通り、一丁目に産業振興センター駅、二丁目に福浦駅、三丁目に市大医学部駅があるほか、金沢文庫駅から京浜急行バスが路線バスを運行している。計画的に開発された土地であり、片側2車線の広めの道路が整備されている。

## その他

### 日本郵便
- 郵便番号 : 236-0004[2]（集配局：横浜金沢郵便局[12]）

### 警察
町内の警察の管轄区域は以下の通りである。
| 丁目       | 番地 | 警察署     | 交番・駐在所 |
| ---------- | ---- | ---------- | ------------ |
| 福浦一丁目 | 全域 | 金沢警察署 | 幸浦交番     |
| 福浦二丁目 | 全域 | 金沢警察署 | 幸浦交番     |
| 福浦三丁目 | 全域 | 金沢警察署 | 幸浦交番     |